# Округ Расел (Алабама)
Округ Расел (енгл. Russell County) је округ у америчкој савезној држави Алабама. По попису из 2010. године број становника је 52.947. Седиште округа је град Финикс Сити.

## Демографија
Према попису становништва из 2010. у округу је живело 52.947 становника, што је 3.191 (6,4%) становника више него 2000. године.
| Група             | 2000.          | 2010.          |
| Белци             | 27.925 (56,1%) | 27.591 (52,1%) |
| Афроамериканци    | 20.319 (40,8%) | 22.135 (41,8%) |
| Азијати           | 181 (0,4%)     | 236 (0,4%)     |
| Хиспаноамериканци | 744 (1,5%)     | 1.946 (3,7%)   |
| Укупно            | 49.756         | 52.947         |